# アタウルフォ・アルヘンタ
アタウルフォ・アルヘンタ（Ataúlfo Argenta、本名：Ataúlfo Exuperio Martín de Argenta Maza、1913年11月19日 - 1958年1月21日）は、スペインの指揮者。

## 生涯
スペイン王国・カンタブリア州のカストロ・ウルディアレスで出生。父は、レンフェ（スペイン国鉄）職員で駅長を務めていた。1927年に13歳で王立マドリード高等音楽学校に入学。1930年にピアノ科で首席を獲得し、1931年にはクリスティーナ・ニルソン賞を受賞する。ダンスホールや酒場でピアノを弾く傍ら、父と同じくレンフェに勤務した。音楽院で首席を獲得していたために、スペイン内戦における徴兵を免れ、ベルギーやドイツでピアノと指揮の研鑽を積むことができた。ドイツでは、指揮法をカール・シューリヒトに師事した。内戦が終わるとスペインに帰国。
第2次世界大戦中は、マドリード・スペイン国立管弦楽団に入団して、ピアノやチェレスタなどの鍵盤楽器を担当する。1944年にマドリッド室内管弦楽団の指揮者に就任し、1945年10月10日よりスペイン国立管弦楽団を指揮するようになった。1947年より終身音楽監督に就任した。
アルヘンタはかねてより結核を患っており、1955年から1956年の間に5か月間の療養を余儀なくされる病状であった。1958年1月21日、スペイン・マドリード市ロス・モリノスで自家用車の暖房をかけっぱなしにしている間に換気を怠り一酸化炭素中毒で死去。同乗者は助かったが、アタウルフォは間に合わなかった。44歳没。
戦後のスペイン音楽界を牽引する存在として嘱望されていたが、44歳での夭折はこの後のスペイン音楽界の停滞を招くこととなった。

## レコーディング
アルヘンタは、有名なオペラ歌手と共演して、アランブラ・レーベル（スペイン・コロンビア社）にサルスエラ（スペイン独自の歌劇）を50曲以上も録音した。この録音はデッカ・レコードから復刻されている。
デッカ・レコード（イギリス）とも一連の録音を行ったが、その曲目は大半がスペインやロシアの国民楽派や、近代フランス音楽に関連するものであり、中でも「エスパーニャ España! 」と題されたアルバム（型番 = Decca SXL 2020）は、ステレオ録音草創期の名盤として今なお名高い。アルヘンタはこの企画のために1957年1月にロンドンに赴き、キングズウェイ・ホールを録音会場としてロンドン交響楽団を指揮し、主に非スペイン人作曲家が書いた「スペイン音楽」を録音したのである。曲目はシャブリエの狂詩曲『スペイン』のほか、リムスキー＝コルサコフの『スペイン奇想曲』とモシュコフスキーの『スペイン舞曲』、そしてグラナドスの『アンダルーサ』であった。
アルヘンタはグラナドスの歌劇『ゴイェスカス』も録音しており、さらにパリ音楽院管弦楽団と共演してベルリオーズの『幻想交響曲』を、スイス・ロマンド管弦楽団と共演してドビュッシーの『管弦楽のための映像』とチャイコフスキーの交響曲 第4番を録音した。
ウィーンでブラームスの交響曲を録音する計画もあったが、アルヘンタの死去によって実現しなかった。
協奏曲の指揮では、名ギタリストのナルシソ・イエペスやレヒーノ・サインス・デ・ラ・マーサと共演したロドリーゴの『アランフェス協奏曲』が名高い。
彫刻家ラファエル・ウェルタが制作したアルヘンタの彫像が、1961年よりカストロ・ウルディアレスの庭園に設置されている。